# HD 85951
HD 85951，又名BD-18 2810，SAO 155588、HR 3923，是一颗恒星，视星等为4.94，位于銀經255.24，銀緯27.09，其B1900.0坐标为赤經9h 50m 9.2s，赤緯-18° 27.09′ 8″。